# Allopauropus causeyae
Allopauropus causeyae är en mångfotingart som beskrevs av Starling 1943. Allopauropus causeyae ingår i släktet småfåfotingar, och familjen fåfotingar. Inga underarter finns listade i Catalogue of Life.